# Габрианович, Борис Николаевич
Бори́с Никола́евич Габриано́вич (р. 11 апреля 1930, Сызрань, Средневолжский край, СССР) — советский физик, специалист в области теплофизики; волейболист. Главный научный сотрудник Физико-энергетического института, руководитель гидродинамической лаборатории. Доктор технических наук.

## Биография
Борис Габрианович родился 11 апреля 1930 года в Сызрани Средневолжского края.
Был музыкально одарён, за пять лет окончил музыкальную школу-семилетку. В последующей взрослой жизни играл на аккордеоне и пел. В детстве занимался лёгкой атлетикой и показывал в ней хорошие результаты.
В детстве мечтал стать подводником. Получив после окончания школы золотую медаль, надеялся без экзаменов поступить в Высшее военно-морское инженерное училище имени Ф. Э. Дзержинского, однако на следующий день после получения медали был её лишён, так как оказалось, что школа перебрала лимит по медалям.
После окончания школы поступил в Казанский химико-технологический институт (КХТИ). В институте занялся волейболом, участвовал в первенстве России в составе сборной Казани.
После окончания КХТИ в 1953 году с «красным» дипломом был направлен на работу в Лабораторию «В».
Как многие мои сверстники-спортсмены я поступил в КХТИ, который и окончил с красным дипломом. Мне предлагали остаться на кафедре, и директор института был за. Но представитель из Минсредмаша пересилил, забрал в свой список. И вот я на распределении. Представитель министерства, что раньше был в штатском, тут — в форме, подполковник МВД, говорит: «Поедешь в Челябинск-40». Потом посмотрел на меня. Увидел значок первого спортивного разряда по волейболу и спрашивает, что, мол, в волейбол играешь? Да. Поедешь в хозяйство Блохинцева. Будешь играть за седьмой райсовет Москвы. Так, благодаря волейболу, я оказался в Обнинске.
Был направлен в отдел Александра Лейпунского — к заместителю начальника отдела А. К. Трофимчуку, участвовавшему в разработке проекта Обнинской АЭС. В задачи отдела и Бориса Габриановича входило инженерное обеспечение и сопровождение пуска ядерных реакторов. Однако, Габриановича больше привлекала научно-исследовательская работа, и Лейпунский направил его на стажировку в филиал ЦАГИ в Москву для освоения методик гидродинамических исследований на воздушном стенде. В дальнейшем этот опыт был использован Габриановичем при создании гидродинамической лаборатории и при исследовании гидродинамических параметров теплообменного оборудования ЯЭУ и АЭС.
Был одним из создателей в Физико-энергетическом институте (ФЭИ) гидродинамической лаборатории, которую возглавил в 1973 году. Под научным руководством Дмитрия Блохинцева и Валерия Субботина защитил кандидатскую (1966) и докторскую (1990) диссертации. Результаты исследований Габриановича по теплофизике внедряются при создании ядерно-энергетических установок. Главный научный сотрудник Физико-энергетического института.
Соавтор более 300 научных работ и изобретений. Академик Российской академии промышленной экологии.
Волейболист-любитель; в течение 16 лет с 1954 по 1970 год — капитан и тренер сборной Обнинска по волейболу. Был капитаном волейбольной сборной Калужской области. При Габриановиче сборная Обнинска неоднократно становилась победителем областных соревнований, призёром соревнований Центрального совета физкультуры и спорта, зоны России, четырежды участвовала в Спартакиаде народов РСФСР по волейболу. Борис Габрианович считается одним из основоположников обнинского волейбола. В течение многих лет был куратором спорта от Администрации города Обнинска.

### Семья
- Жена — Дина Васильевна Габрианович (р. 1936), инженер-металлофизик, сотрудник Физико-энергетического института.

## Награды и звания
- Орден «Знак Почёта»
- Медаль «За доблестный труд. В ознаменование 100-летия со дня рождения Владимира Ильича Ленина»
- Юбилейная медаль «300 лет Российскому флоту»
- Медаль «Ветеран труда»
- Ветеран атомной энергетики и промышленности
- Ветеран спорта РСФСР
- Нагрудный знак «И. В. Курчатов» III степени
- Медаль «За укрепление экологической безопасности России»
- Заслуженный ветеран ФЭИ

### Публикации Бориса Габриановича

#### Статьи
- Габрианович Б. Н., Дельнов В. Н. Гидродинамические неравномерности теплоносителя на входе в активную зону ядерного реактора // Атомная энергия. — 2011. — Т. 111, вып. 4. — С. 177—182.

### О Борисе Габриановиче
- 27-й международный турнир ветеранов волейбола: Сборник: 13-й выпуск / Федерация волейбола Обнинска. — Обнинск, 2004. — С. 39—41.
- Учёный, наставник, капитан (недоступная ссылка — история) // Обнинск. — 13 апреля 2010 года. — № 45 (3289).
- Габрианович Д. В. Линии судьбы и формула жизни // Обнинский вестник. — 30 апреля 2010 года.